# Vylkove
Vylkove (in ucraino Вилкове?, in rumeno Vâlcov) è un centro abitato dell'Ucraina, situato nell'oblast' di Odessa.
È situato nell'area del delta del Danubio e sorge su settantadue piccole isole separate da canali navigabili e collegate da diversi ponti, caratteristica che gli è valso l'appellativo di "Venezia ucraina"